# Satsuma age

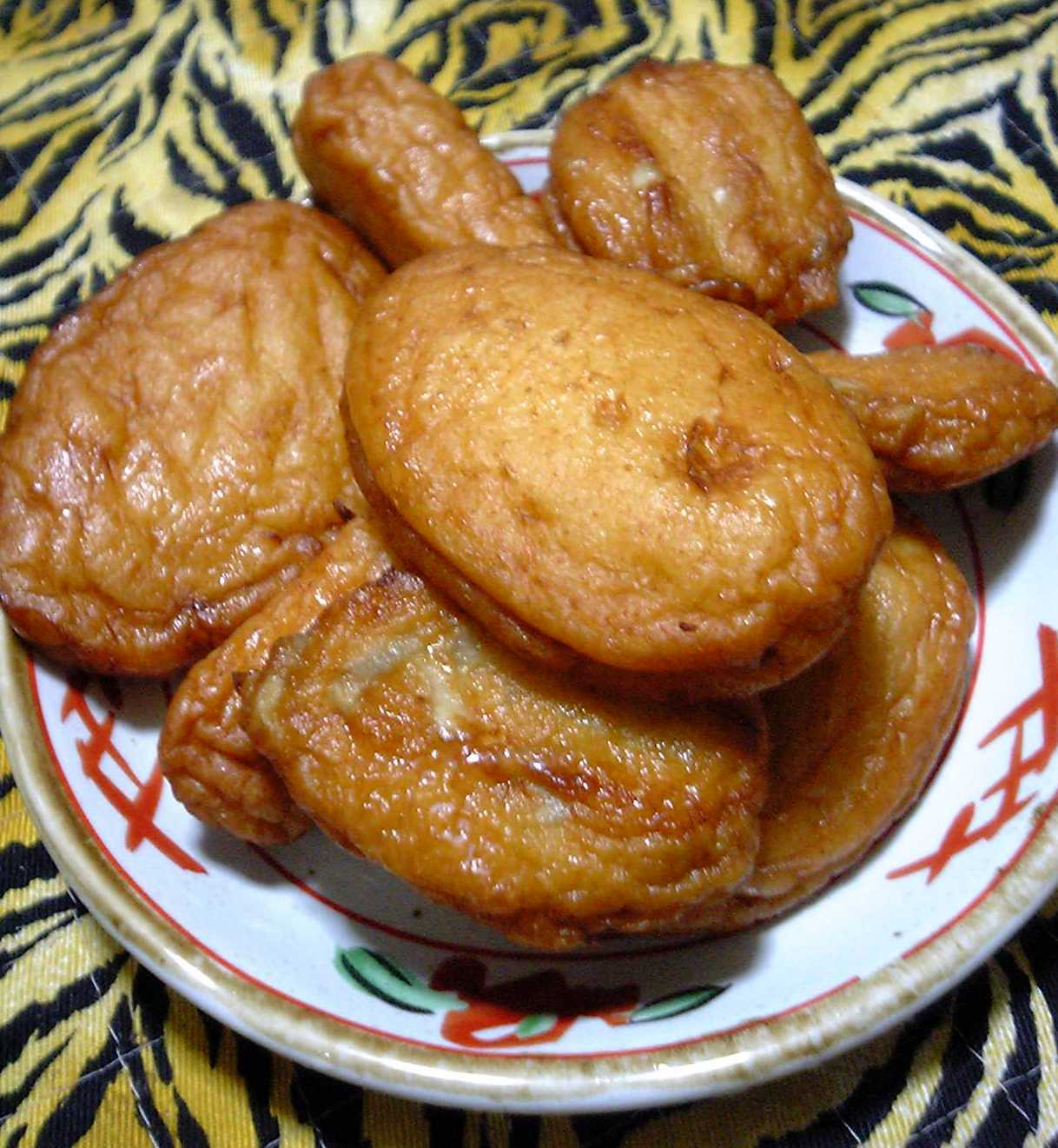
Satsuma age.

El satsuma age (薩摩揚げ?) es un pastel de pescado o buñuelo de pescado frito de Kagoshima, Japón. Se elabora mezclando el surimi y harina para obtener una pasta compacta que se solidifica  a través de fritura. Es una especialidad de la región Satsuma. Se llama tsuke-age en Kagoshima y conocido como chiki-agi en Okinawa.

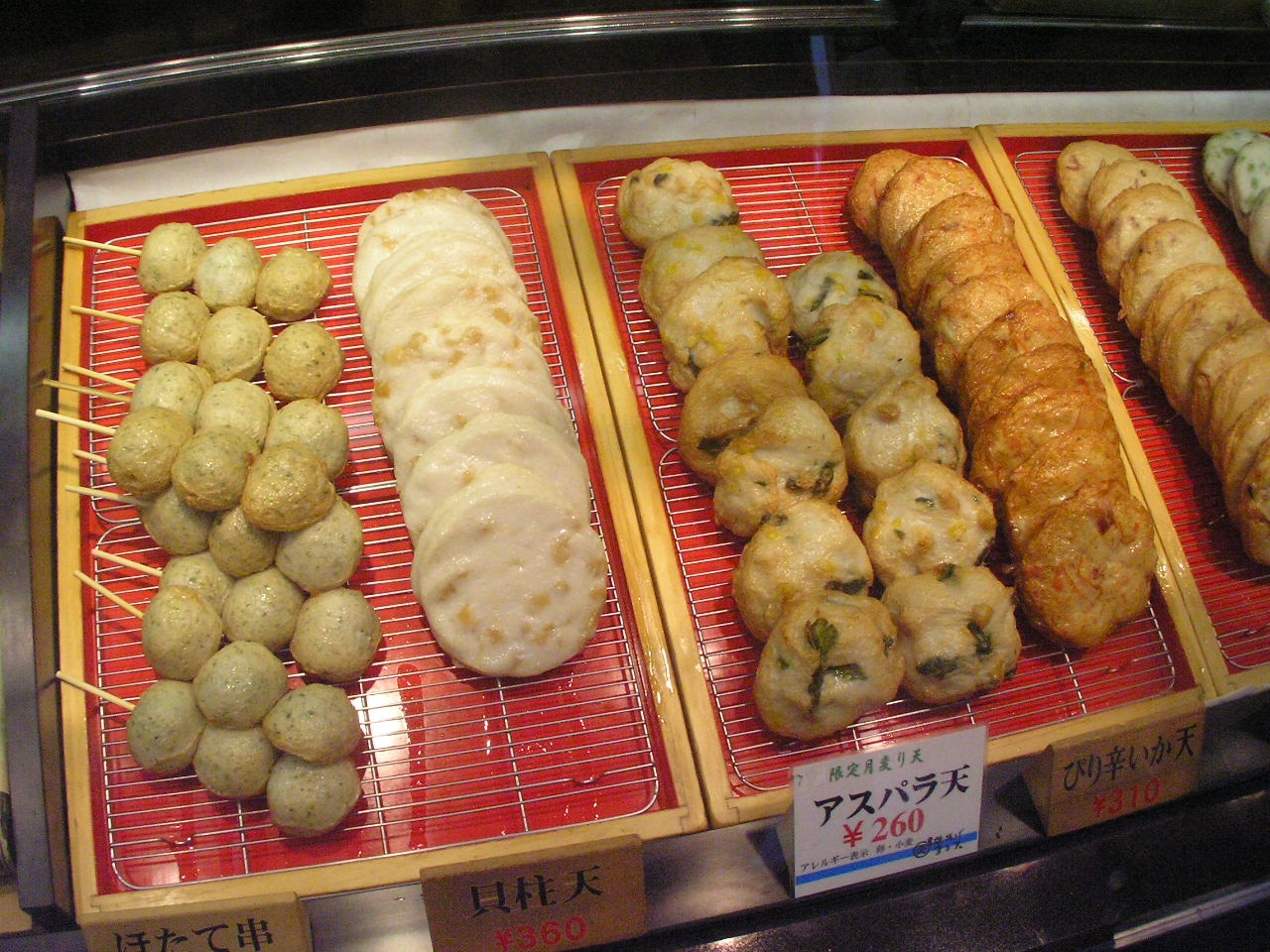
Tienda de Satsuma-age

La pasta se hace de pescado y es sazonada con sal, azúcar, especias, entre otras cosas y se moldea en diversas formas. Está hecha no sólo de pescado triturado también agregan 木耳 (oreja de Judas), beni shōga, cebolla, cebollin y otras verduras, calamar, pulpo, camarón y algunas especias. En las aldeas de pescadores, que está hecho de peces locales, por ejemplo, sardinas, tiburón, entre otros.  En la mayoría de los casos se hace mezclando dos o más tipos de peces.